# برلینگتون (انتاریو)
برلینگتون (به انگلیسی: Burlington)٬ شهری در غرب دریاچه اونتاریو می‌باشد. این شهر طبق سرشماری سال ۲۰۱۱ کانادا٬ ۱۷۵،۷۷۹ نفر جمعیت داشته‌است. از جاذبه‌های این شهر بزرگ‌ترین فستیوال دنده در کانادا (به انگلیسی: Canada's Largest Ribfest) می‌باشد.